# Casemate de Puxieux
La casemate de Puxieux, surnommée casemate Marie-France, est une casemate d'intervalle CORF de la ligne Maginot, située sur la commune de Viviers-sur-Chiers dans le département de Meurthe-et-Moselle.

## Position sur la ligne
Faisant partie du sous-secteur d'Arrancy dans le secteur fortifié de la Crusnes, la casemate de Puxieux, portant l'indicatif C 1, est intégrée à la « ligne principale de résistance » entre l'ouvrage de la Ferme-Chappy (A 1) à l'ouest et l'ouvrage de Fermont (A 2) à l'est, à portée de tir des canons des gros ouvrages de Fermont et de Latiremont plus à l'est.
La casemate se trouve à l'extrémité sud-ouest de la crête du Laumont (les blocs de combat de l'ouvrage de Fermont sont à l'autre extrémité), dominant les environs d'une vingtaine de mètres de haut. La ligne est renforcée à cet endroit par trois blockhaus MOM : d'une part le Db33 (Bois-du-Grignet) et le Db32 (Goudeland) entre l'ouvrage de la Ferme-Chappy et la casemate, d'autre part le Db32-A (Laumont) entre la casemate et l'ouvrage de Fermont. Les deux premiers blockhaus qui croisent leurs feux sont du modèle RFM 1936 avec chacun deux créneaux (pour un canon antichar de 65 mm et une mitrailleuse), tandis que le troisième n'a qu'un créneau (pour un canon antichar de 25 mm tirant vers l'ouest).

## Description

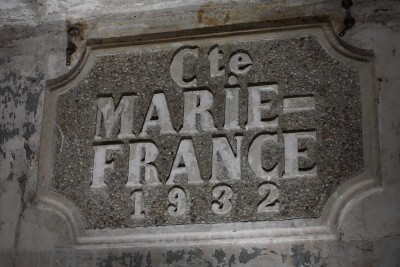
Plaque à l'intérieur de la casemate.

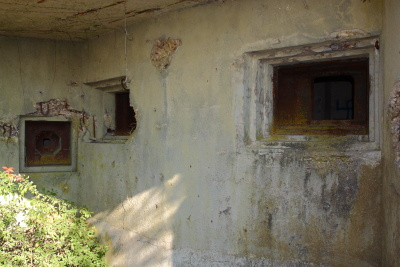
La façade de tir aux créneaux divergents.

La casemate de Puxieux est une casemate simple flanquant vers l'ouest, avec un créneau mixte pour JM/AC 47 (jumelage de mitrailleuses et canon antichar de 47 mm), un autre créneau pour JM et deux cloches GFM (guetteur et fusil-mitrailleur).
Si elle est plutôt conforme au schéma et plan de masse standard de la casemate CORF « anciens fronts », elle présente quelques particularités :
- d'une part, elle ne fait pas partie d'un couple de casemates, à l'image de la casemate de Boust, située dans le secteur fortifié de Thionville.
- Elle présente également la particularité remarquable et partagée avec une autre casemate CORF (celle du Petersberg Est du secteur fortifié de Thionville), de s'éloigner du schéma de tir rectiligne et d'avoir une façade de tir « brisée », permettant une divergence sensible des angles de tir entre le créneau mixte pour JM/AC 47 et le créneau pour jumelage de mitrailleuses.

Le gros œuvre a été vraisemblablement achevé en 1932, comme l'atteste l'imposante plaque « Casemate Marie-France, 1932 » en relief et situé au bout du couloir d'accès.

## Situation actuelle
Située en propriété privée, cette casemate est encore visible et son gros œuvre reste en bel état. Les trémies extérieures de sa chambre de tir portent encore les stigmates des combats de 1940. Elle est située à proximité de l'observatoire éponyme.